# Beni Hocine
Beni Hocine là một đô thị thuộc tỉnh Sétif, Algérie. Dân số thời điểm năm 2002 là 10.21 người.